# Walter Lehweß-Litzmann

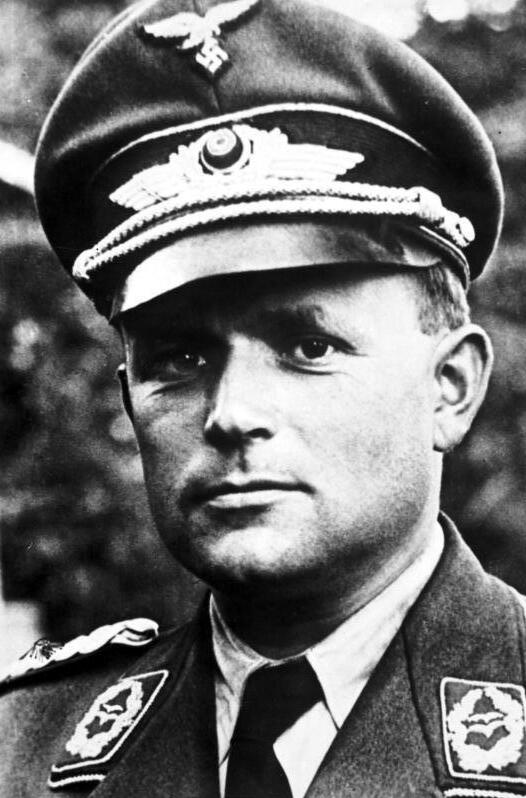
Walter Lehweß-Litzmann als Oberstleutnant (1942/43)

Walter Lehweß-Litzmann (* 5. Juni 1907 in Bromberg, Provinz Posen; † 16. September 1986 in Wildau bei Berlin) war Kommodore eines Kampfgeschwaders und Ritterkreuzträger im Zweiten Weltkrieg, ab 1952 Chef der fliegerischen Ausbildung der KVP und NVA-Luftstreitkräfte und ab 1959 Direktor des Flugbetriebs der Interflug in der DDR.

## Leben und Wirken

### Familie und militärische Karriere
Walter Lehweß-Litzmann war ein Sohn des Architekten und Fachautors Walter Lehweß, (Enkel des Verlegers und Politikers Franz Duncker) und dessen Ehefrau Amélie Lehweß geb. Litzmann, eine Tochter des Generals der Infanterie Karl Litzmann. Er wuchs ab 1908 in Berlin auf und machte 1925 das Abitur.
Im Jahre 1925 trat er als Offiziersanwärter in die Reichswehrkavallerie ein. 1929 wurde er Leutnant im 4. (Preußisches) Reiter-Regiment in Potsdam und absolvierte 1933 privat eine Ausbildung als Pilot. Im gleichen Jahr stürzte er in Berlin-Staaken ab, verletzte sich schwer und wurde Anfang 1934 in die zunächst noch getarnte Luftwaffe zur Fernaufklärungsfliegergruppe nach Prenzlau versetzt. Nach offizieller Bildung der Luftwaffe 1935 wurde er hier Hauptmann und Staffelkapitän. Dann wirkte er in Stäben in Süddeutschland beim Aufbau des Luftkreises und Luftflotte 3 sowie 1938 bei der Eingliederung der österreichischen Flugwaffe mit. 1939, nach Absolvierung der Generalstabsakademie und zum Major i. G. befördert, war er als Erster Generalstabsoffizier (Ia) am Aufbau der 6. Flieger-Division in Frankfurt am Main beteiligt.
Weihnachten 1939 heiratete er in Dresden die Medizinstudentin Ingeborg Meyer, eine Enkelin von Professor Lothar Meyer, die später eine führende Luftfahrtmedizinerin der DDR wurde. 1940 setzte man ihn im Stab des X. Fliegerkorps (Ia) ein (ab Mai 1940 Luftflotte 5), das maßgeblich an der Besetzung, Eroberung und Sicherung Dänemarks und Norwegens beteiligt war. 1941 übernahm er als Kommandeur die III. Gruppe im Kampfgeschwader 1 „Hindenburg“, die er vor allem in Nachteinsätzen gegen das Vereinigte Königreich führte, ab Juni gegen die Sowjetunion im Nordabschnitt. Ende 1941 wurde er zum Aufbau und zur Führung eines Luftwaffen-Sonderstabes in Finnland beordert und zum Oberstleutnant i. G. ernannt. In dieser Eigenschaft führte er auch die Verbände im Sommer 1942 als Fliegerführer Nord-Ost gegen die Nordmeergeleitzüge im nördlichen Eismeer, an der Kola-Front (siehe Unternehmen Silberfuchs) und gegen den eisfreien Hafen Murmansk, wofür ihm das Deutsche Kreuz in Gold verliehen wurde. 
Anfang 1943 übernahm er an der Ostfront (Mittelabschnitt) als Kommodore das Kampfgeschwader 3 und geriet im September durch einen spektakulären Partisanenanschlag, unter Leitung von Anna Morosowa, in sowjetische Gefangenschaft. Er war am 7. September 1943 beim Flug mit der Ju 88 in seinem Panzersitz, der ihm wohl das Leben rettete, aus dem Flugzeug geschleudert worden und mit dem Fallschirm gelandet. Von deutscher Seite als „gefallen“ gemeldet, wurde er rückwirkend zum Oberst i. G. befördert und am 29. Oktober 1943 mit dem Ritterkreuz geehrt.
Im April 1944 schloss er sich als ranghöchster Luftwaffenoffizier dem Nationalkomitee Freies Deutschland an und arbeitete in dessen Medien gegen Hitler und eine Verlängerung des Krieges.

### Nach dem Zweiten Weltkrieg
Im Dezember 1945 wurde Lehweß-Litzmann zum Aufbau der Berliner Zeitung und zum Einsatz in deren Redaktion nach Deutschland geschickt. 1952 wurde er mit seinem vorherigen Dienstgrad als Oberst Chef der fliegerischen Ausbildung der Kasernierten Volkspolizei Luft, danach bis 1959 Kommandeur der Fliegerschule Kamenz, der späteren OHS der LSK/LV.
Von 1959 bis 1970 war er Direktor des Flugbetriebs bei der Deutschen Lufthansa (DDR) (ab 1963 Interflug), wobei er diesen maßgeblich prägte.
Nach einem schweren Autounfall trat er Anfang 1970 gesundheitsbedingt in den Ruhestand. Er starb 1986 und erhielt, obwohl er zu diesem Zeitpunkt fast in Vergessenheit geraten war, in Berlin eine große Trauerfeier, bei der ihm sowohl zivile als auch militärische Ehren erwiesen wurden.